# Lotte Stam-Beese

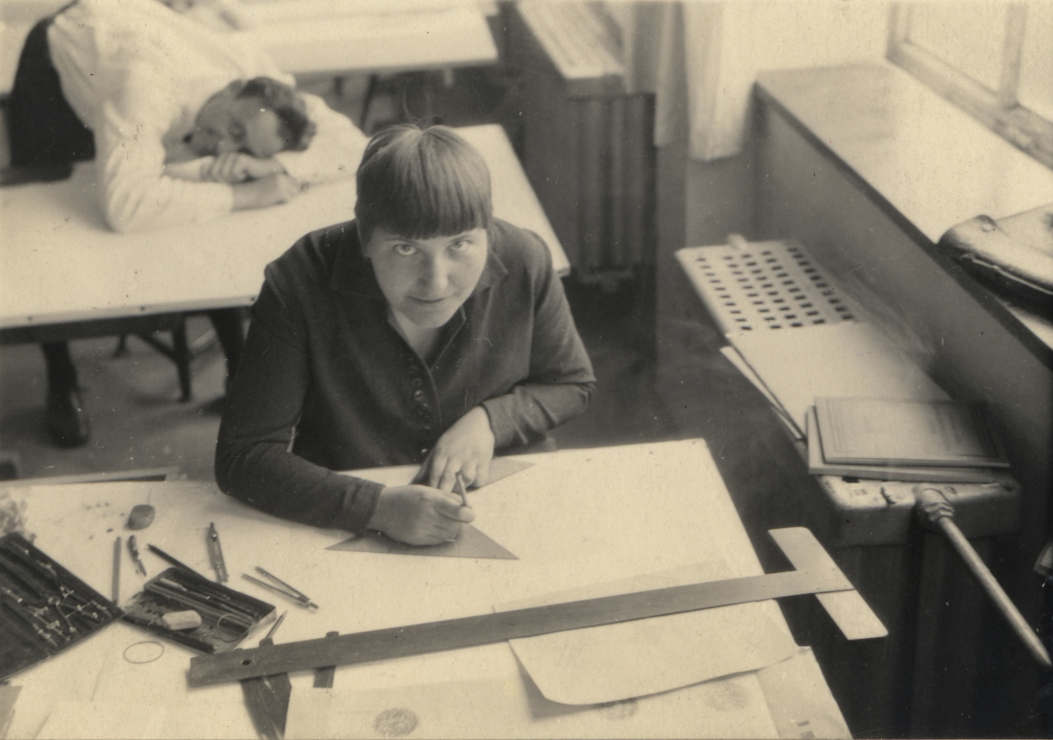
Lotte Beese als Architektur-Studentin am Bauhaus Dessau, um 1928

Charlotte Ida Anna „Lotte“ Stam-Beese (geborene Beese; * 28. Januar 1903 in Reisicht, Landkreis Goldberg, Provinz Schlesien; † 18. November 1988 in Krimpen aan den Ijssel) war eine deutsche Fotografin, Architektin und Stadtplanerin. Sie war am Wiederaufbau Rotterdams nach dem Zweiten Weltkrieg beteiligt.

## Leben und Wirken

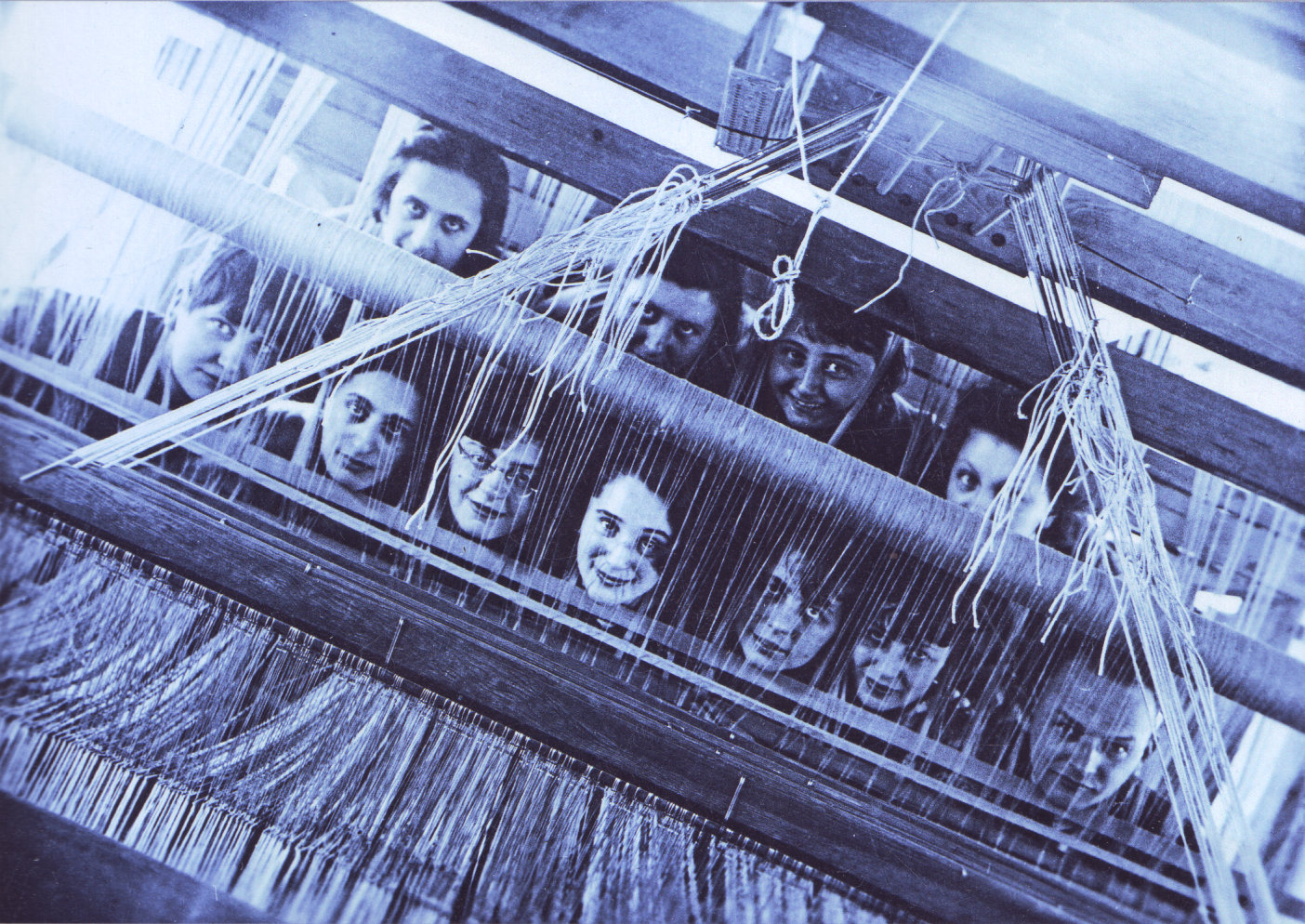
Lotte Beese (untere Reihe links), Mitschülerinnen und Lehrmeister in der Webereiklasse in Dessau

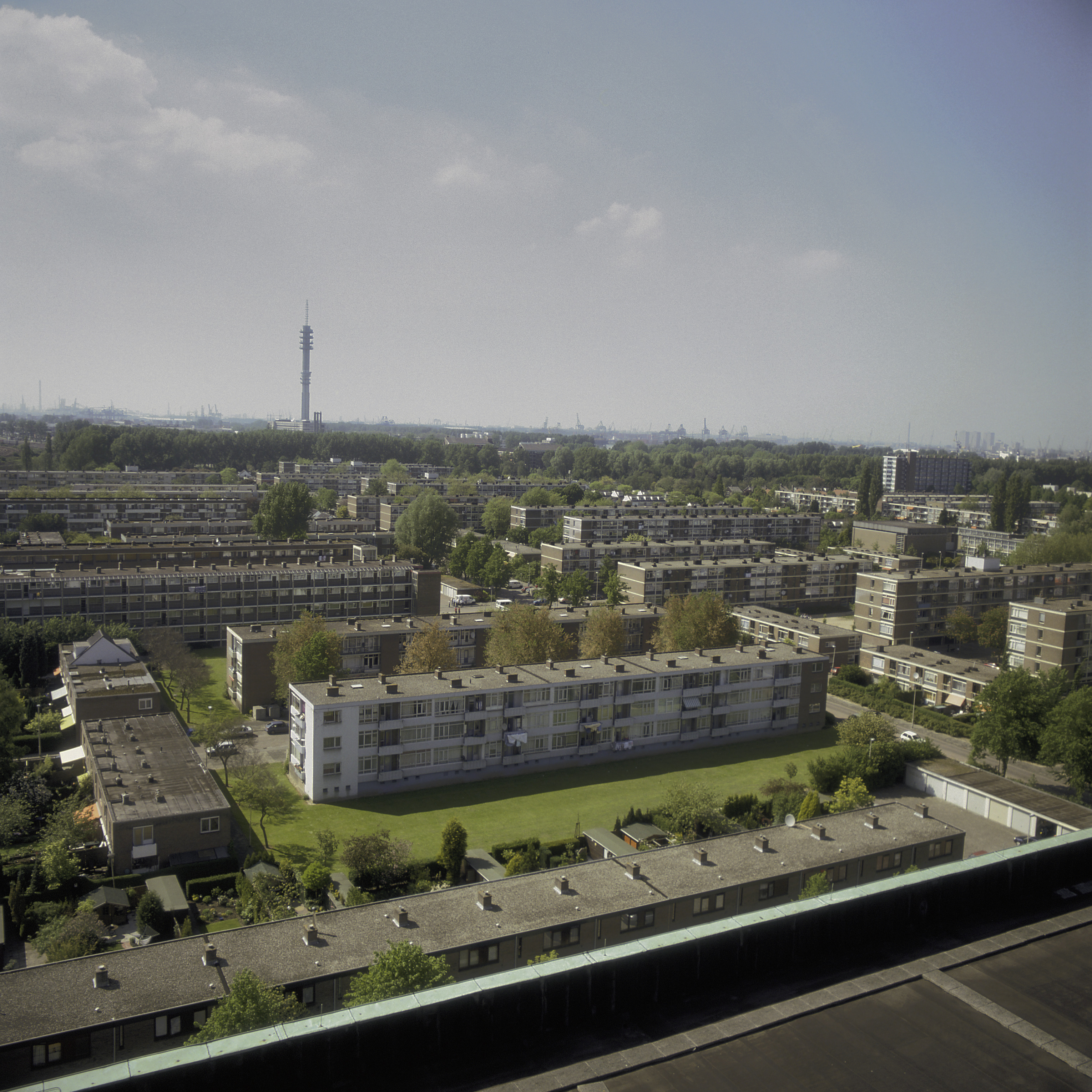
Wohngebiet Pendrecht, 2002

Lotte Stam-Beese wurde in Reisicht, Schlesien (jetzt Rokitki, Polen) geboren. Ihre erste Arbeit fand sie als Weberin in Dresden. Sie war ab 1926 Schülerin am Bauhaus in Dessau, wo sie bei Josef Albers, Wassily Kandinsky, Joost Schmidt und Gunta Stölzl lernte. Obwohl sie eingeschrieben war um das Weben zu lernen, besuchte sie Kurse in Fotografie und Architektur, was zu einem Karrierewechsel führte.
Sie war 1927 eine der ersten Frauen, die die Architekturfakultät des Bauhauses besuchten und die erste Frau, die bei Hannes Meyer und Hans Wittwer studierte. Nachdem sie das Bauhaus verlassen hatte, arbeitete sie in Berlin bei Hugo Häring und anschließend bei Hannes Meyer. Später wirkte sie in Brünn bei Bohuslav Fuchs an mehreren Großprojekten mit. Nach Meyers Demission folgte sie ihm nach Moskau, wo sie für Mart Stam arbeitete. 1931 wurde ihr Sohn Peter geboren, sie kehrte nach Brünn zurück und schloss sich der Kulturorganisation Levá Fronta („Linke Front“) an. Ein paar Jahre später zog sie in die ukrainische Stadt Charkow, wo sie den Architekten Mart Stam wieder traf. Als Teil der Brigade May wirkte sie an der Sanierung der Stadt Orsk mit. 1934 gründete sie zusammen mit Mart Stam, mit dem sie bis 1943 verheiratet war, in Amsterdam das Büro „Stam en Beese Architecten“. Sie war Mitglied der Architektenvereinigung De 8 für die sie Artikel verfasste. 1935 wurde ihre Tochter Ariane geboren und 1944 schloss sie ihr Diplom an der Architekturschule in Amsterdam ab. Sie ist am bekanntesten für den Wiederaufbau der Stadt Rotterdam nach Kriegsende. Ab 1946 leitete sie dort als erste Frau eine Stelle im Amt für Stadtplanung. 1947 entwarf sie die erste autofreie Straße in den Niederlanden. In den folgenden zwanzig Jahren baute sie in Rotterdam soziale und innovative Siedlungen. Unter anderem erstellte sie Pläne für die Siedlungen Pendrecht, Alexanderpolder und Ommoord. Später nahm sie den Ruf als Lehrbeauftragte an der Akademie für Architektur und Stadtplanung in Amsterdam an.
Bevor sie ihre Karriere in der Architektur begann, war Beese eine erfolgreiche Fotografin. Sie arbeitete jedoch nur kurz professionell in der Zeit zwischen 1926 und 1928. Ihre Arbeiten wurden häufig veröffentlicht. Sie gehören nunmehr zur Sammlung des Museum of Modern Art in New York, des Arthur M. Sackler Museum und des J. Paul Getty Museum.